# 85mm protiletadlový kanón M1939 (52-K)

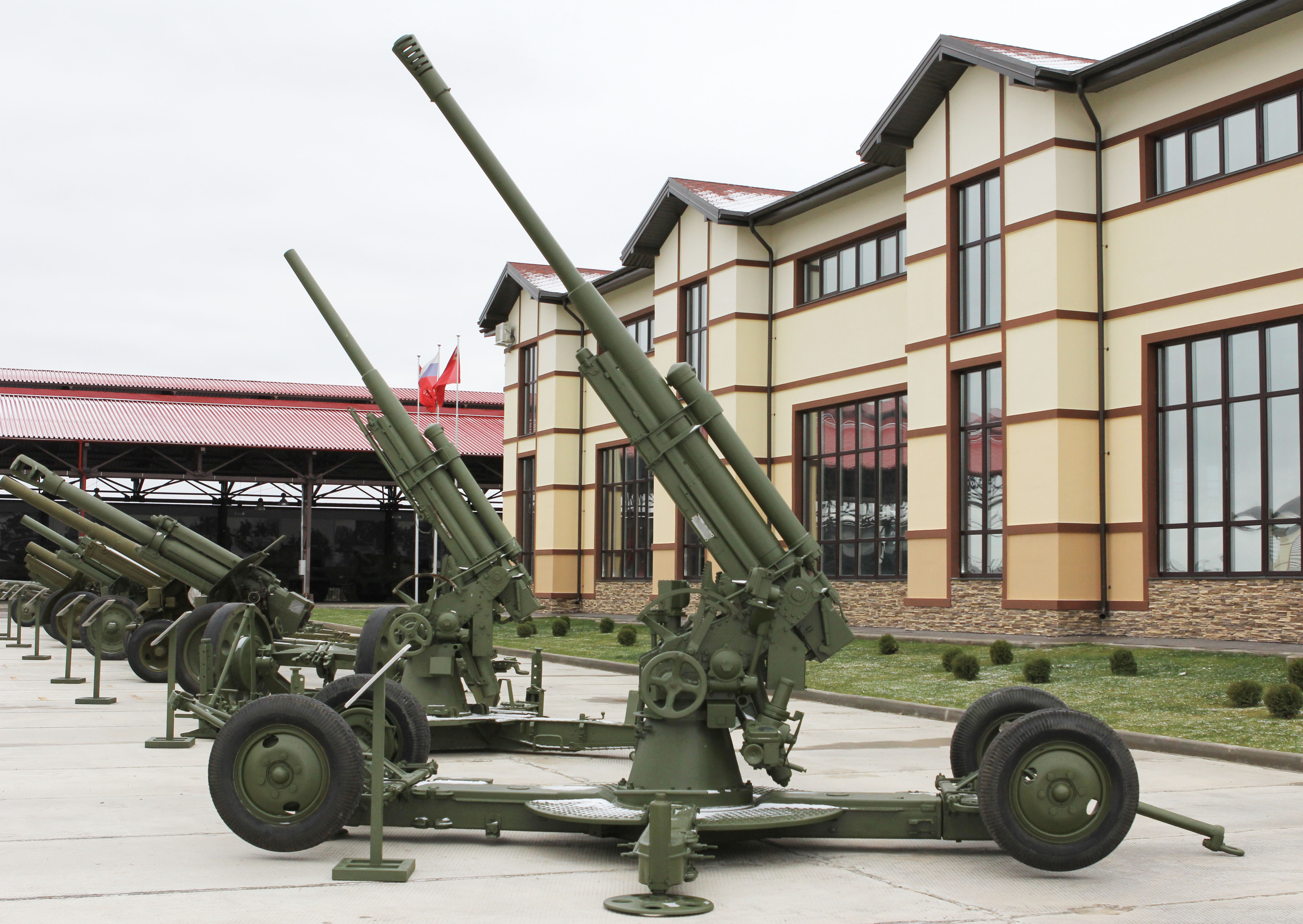
Protiletadlový kanón M1939 v muzeu v moskevské oblasti

85mm protiletadlový kanón M1939 (52-K) (rusky 85-мм зенитная пушка обр. 1939 г. (52-К)) byl sovětský protiletadlový kanón ráže 85 mm vyvinutý pod dohledem konstruktérů M. N. Loginova a G. D. Dorochina. Zbraň byla úspěšně používána po celou dobu  2. světové války  proti bombardérům a dalším cílům ve vysokých a středních výškách. V nouzi se používaly jako výkonné protitankové zbraně. Hlaveň 52-K byla základem pro celou sérii sovětských tankových kanónů ráže 85 mm. Po válce bylo několik kusů upraveno jako protilavinové zbraně v horském terénu.
Po druhé světové válce prakticky každá země za železnou oponou získala tuto zbraň k protivzdušné obraně. V samotném Sovětském svazu byly tyto zbraně z velké části nahrazeny kanóny ráže 100 a 130 mm.

## Tankový kanón D-5
V letech 1943 a 1944 tvořil kanón D-5, tanková úprava kanónu 52-K, výzbroj většiny tanků. Byly ním vyzbrojeny tanky KV-85, IS-1, T-34-85 a SU-85. Kanón vznikl jako reakce na německé těžké tanky Tiger I, proti nim a čelnímu pancíři tanků Panther byl mimořádně účinný. Tank IS-1 byl poté přezbrojen 122mm kanónem D-25 (vznikl tak IS-2) a stíhač tanků SU-85 kanónem D-10 ráže 100 mm (vznikl tak SU-100). Silnějšího kanónu ve středním tancích se dočkal až poválečný T-54, ale existovaly i prototypy T-34-100 a T-44-100.